# Acura SLX
L'Acura SLX est un SUV du constructeur automobile japonais Acura vendu exclusivement aux États-Unis entre 1995 et 1999. Il fut le premier SUV de la marque japonaise. Il est une légère modernisation de l'Isuzu Bighorn, connu sous le nom d'Isuzu Trooper ou d'Opel Monterey en Europe, rebadgé Acura.
Au niveau de l'équipement, il omet de reprendre la plupart des options disponibles sur son cousin le Trooper pour ne pas trop le concurrencer. En 1998 il troque son V6 3.2 L DOHC contre un V6 3.5 L DOHC. Il est également restylé à la fin de 1998. Les ventes restant faibles, il quitte le catalogue dès 1999.
Il a été remplacé par le MDX basé sur le Honda Odyssey en 2001.

## Motorisation
Le SLX existe avec deux moteurs essences:
- V6 3.2 L 190 ch. (1995-1997).
- V6 3.5 L 215 ch. (1997-1999).

Ces deux moteurs sont couplés à une boîte auto à quatre rapports.

## Galerie photos

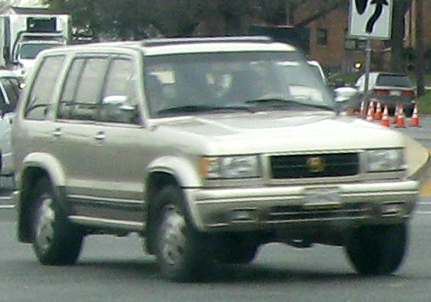
1996-97 SLX

## Ventes aux États-Unis
| Année | Ventes | Différence |
| ----- | ------ | ---------- |
| 1995  | 200    |            |
| 1996  | 2 565  | +1182,5 %  |
| 1997  | 1 299  | -49,4 %    |
| 1998  | 1 634  | +25,8 %    |
| 1999  | 694    | -57,5 %    |
| 2000  | 198    | -71,5 %    |
| Total | 6 590  |            |